# Shirosato
Shirosato (城里町?) è una cittadina giapponese della prefettura di Ibaraki.